# هرنينغسي (كامبريدجشير)
هرنينغسي (بالإنجليزية: Horningsea)‏ هي قرية و أبرشية مدنية تقع في المملكة المتحدة في إنجلترا. يقدر عدد سكانها بـ 331 نسمة .